# Spirituals and Gospel Singers
Spirituals and Gospel Singers (lub Spirituals and Gospels Singers) – polska grupa wokalna specjalizująca się w pieśniach gospel i spirituals. Powstała w 1968 roku pod przewodnictwem Leonarda Katarzyńskiego, w skład zespołu wchodzili członkowie Chóru Akademickiego Uniwersytetu im. Adama Mickiewicza w Poznaniu.  

## Historia
Początkowo działał przy duszpasterstwie akademickim ojców dominikanów w Poznaniu pod nazwą "DA DOM". Wykonywał wówczas pieśni z repertuaru UAM, głównie madrygały, ballady i kolędy. Pierwsze laury zdobył na festiwalu Sacrosong w Toruniu. Wraz z dołączeniem pianisty, Michała Marca, nastąpił zwrot w kierunku pieśni gospels i spirituals. Zespół zaprosił do współpracy gitarzystę basowego, perkusistę i muzyka grającego na congach, w tym okresie dołączyła również Gina Komasa (z domu Łopacińska), wkrótce główna solistka. Oficjalnie pod nazwą "Spirituals and Gospels Singers" zespół zadebiutował 1974 roku w klubie Akademii Muzycznej Aspirynka przy ul. Mielżyńskiego w Poznaniu. Formacja koncertowała w klubach poznańskich, a także w Krakowie, Warszawie i Zielonej Górze. Od 1975 roku działała pod patronatem Wielkopolskiego Klubu Jazzowego. W 1976 zespół zajął III miejsce na festiwalu Sacrosong w Lublinie, który odbywał się pod auspicjami ks. kard. Karola Wojtyły. Do 1980 roku brał udział w: Festiwalu Artystyczny Młodzieży Akademickiej w Świnoujściu, Studenckim Festiwalu Jazzowym Jazz nad Odrą we Wrocławiu oraz w Konkursie Jazzu Tradycyjnego Złota Tarka w Warszawie, gdzie w latach 1976–1977 zdobył wyróżnienia zespołowe, w 1978 nagrodę główną, zaś dwa lata później wyróżnienie zespołowe, nagrodę publiczności i wyróżnienie indywidualne dla Giny Łopacińskiej-Komasy. Zespół występował także za granicą (Szwecja, ZSRR, Czechosłowacja i RFN). W 1978 roku Spirituals and Gospel Singers (w składzie: Barbara Sulatycka-Ornoch, Anna Sroka-Szewczyk, Małgorzata Sroka-Babczyszyn, Zbigniew Sturzbecher, Andrzej Pluciński i Ryszard Pluciński) wystąpił w filmie kręconym w poznańskiej cytadeli. W styczniu 1980 roku amatorski zespół chóralny przekształcił się w profesjonalny kwintet wokalny w składzie: Ewa Urbanowicz, Gina Komasa, Halina Zimmermann, Piotr Galica, Czesław Wilczyński. Na jego repertuar składały się nadal głównie pieśni gospel i spirituals. W 1983 roku zespół wziął udział w nagraniu płyty Anny Chodakowskiej pt. Msza wędrującego. Podczas XXI KFPP'84 wystąpił w koncercie Debiuty i otrzymał II nagrodę za wykonanie piosenki pt. Jakoś to będzie. W 1985 roku, nakładem PolJazzu ukazał się debiutancki longplay formacji (w składzie: Ewa Urbanowicz, Gina Komasa, Ewa Stańko-Dąbrowska, Piotr Galica i Andrzej Sobolewski), zatytułowany Spirituals & Gospel Singers. W sesji nagraniowej krążka wzięli udział: Edmund Klaus (gitara), Maciej Szymański (instrumenty klawiszowe, fortepian), Eugeniusz Orlicki (gitara basowa) i Marek Surdyk (perkusja). Formacja dokonywała również nagrań archiwalnych dla Polskiego Radia oraz wystąpiła w kilku programach telewizyjnych (m.in. Muzyka wiary, Kolędy z różnych stron). Można ją także usłyszeć w filmie Pawła Karpińskiego Czarodziej z Harlemu. Jesienią 1987 roku zespół zawiesił działalność. W 1998 roku doszło do reaktywacji grupy w składzie: Gina Komasa, Ewa Stańko-Dąbrowska, Wojciech Dylewski, Andrzej Sobolewski i nagrania drugiej płyty w dorobku Spirituals and Gospel Singers pt. Kolędy polskie.

## Członkowie zespołu na przestrzeni lat

### Wokalistki i wokaliści
- Cezary Antkowiak – śpiew (bas)
- Alina Ciesielska – śpiew (sopran)
- Maria Chojnacka – śpiew (alt)
- Wojciech Dylewski – śpiew
- Piotr Galica – śpiew (bas)
- Anna Jurksztowicz – śpiew
- Gina Komasa – śpiew (alt)
- Maria Kondratowicz-Pawlukiewicz śpiew (alt)
- Gabriela Kupsik-Anioła – śpiew (alt)
- Andrzej Pluciński – śpiew (tenor)
- Ryszard Pluciński – śpiew (tenor)
- Ewa Stańko-Dąbrowska – śpiew (sopran)
- Leszek Sczaniecki – śpiew (bas)
- Andrzej Sobolewski – ex- Vist[5]; śpiew (tenor)
- Anna Sroka-Szewczyk – śpiew (mezzosopran)
- Małgorzata Sroka-Babczyszyn – śpiew mezzosopran)
- Zbigniew Sturzbecher – śpiew (tenor)
- Barbara Sulatycka-Ornoch – śpiew (sopran)
- Ewa Urbanowicz – śpiew (mezzosopran)
- Czesław Wilczyński – śpiew, lider zespołu
- Halina Zimmermann – śpiew (sopran)
- Maciej Zimmermann – śpiew (bas)
- Marian Żukowski – śpiew (tenor)

### Instrumentaliści
- Krzysztof Basa – gitara basowa
- Bolesław Gryczyński – perkusja - potem główny pianista
- Wiesław Heliński – perkusja
- Edmund Klaus – gitara
- Michał Marzec – fortepian
- Eugeniusz Orlicki – gitara basowa
- Michał Przybysz – fortepian
- Sławomir Sokołowski – fortepian
- Marek Surdyk – perkusja
- Maciej Szymański – instrumenty klawiszowe, fortepian (w 1981 r. grał w zespole Lombard[5])
- Zbigniew Wrombel – gitara basowa

## Dyskografia

### Albumy
- 1985: Spirituals & Gospel Singers (LP, PolJazz K-PSJ-014)[1]
- 1998: Kolędy polskie (CD, TransArt)